# 互叶獐牙菜
互叶獐牙菜（学名：Swertia obtusa）为龙胆科獐牙菜属下的一个种。

## 扩展阅读
- 維基物種上的相關：互叶獐牙菜